# Флавий Аринфей
Флавий Аринфей (лат. Flavius Arinfeus) — римский государственный деятель второй половины IV века, консул 372 года. Начал службу в армии, сражался с алеманнами в Галлии, участвовал в походе на Персию, войне с готами, достиг высших командных должностей.

## Биография

### Ранняя карьера
О происхождении Аринфея нет никаких сведений. Начав свою службу на военном поприще, около 355 года Аринфей занимал должность трибуна в Реции. Он принадлежал к одному из легионов, которые принимали участие в кампании императора Констанция II против алеманнов. Во время похода Аринфей сыграл важную роль в достижении победы над противником в трудных условиях. После этого он устремился вверх по карьерной лестнице и вошёл в придворный штат Констанция II. В 361 году Аринфей сопровождал императора в начатой тем кампании против цезаря Юлиана, правившего Галлией. Однако Констанций умер до непосредственного начала боевых действий.
Следующее упоминание Аринфея относится к 363 году, когда он в должности комита по военным делам принимал участие в персидском походе Юлиана. Он вместе с Гормиздом был поставлен во главе кавалерии, действовавшей на левом фланге во время наступления римской армии в Ассирии, и отразил, по крайней мере, одно нападение персов на своём пути. Позднее он командовал отрядами легкой пехоты, отправленными Юлианом на грабеж окрестностей персидской столицы Ктесифона, «богатых скотом и всякими припасами». Кроме того, в задачи Аринфея входило преследование врага, который «рассеялся по трудно проходимым дорогам и знакомым ему разным убежищам».
Со смертью Юлиана в Месопотамии Аринфей и ряд других придворных чиновников, служивших при Констанции, начали искать его преемника в своей партии, но против них выступили высокопоставленные военные чины, служившие в бытность Юлиана цезарем в Галлии. В конце концов Аринфей и остальные сошлись на кандидатуре Сатурния Секунда Саллюстия, который отказался принять императорский титул, и в итоге они были вынуждены провозгласить императором Иовиана. Иовиан оставил на своих постах большую часть военачальников Юлиана. Одним из его первых действий была отправка Аринфея и Сатурния Секунда Саллюстия на переговоры о мирном соглашении с персидским царем Шапуром II. Переговоры продолжались около четырёх дней и в результате римляне согласились уступить пять сатрапий на восточной стороне реки Тигр и отказались от контроля над восточной Месопотамией, сохраняя при этом за собой всю западную часть данного региона. Также было ограничено римское влияние в Армении. На обратном пути Иовиан направил Аринфея в Галлию, где ему было поручено подтвердить продолжение пребывания Флавия Иовина на посту магистра конницы Галлии.

### Служба при Валенте
Аринфей способствовал восхождению на престол Валентиниана I в 364 году. Он был отправлен ко двору брата Валентиниана Валента, ставшего соправителем нового государя. Аринфей был одним полководцев Валента, занимавшихся подавлением восстания Прокопия. Валент отправил его с армией на границу Вифинии и Галатии против Гиперетия, сторонника Прокопия. Аринфей убедил солдат Гиперетия отказаться от поддержки Прокопия и выдать своего командира. После поражения Прокопия в 366 году Аринфей был назначен магистром пехоты, на посту которого он находился до 378 года.
Он принимал участие в готской войне 367—369 годов. В 368 году Аринфей во главе летучих отрядов захватил в плен часть готских семейств, не успевших уйти в горы, и не понес при этом чувствительных потерь. В 369 году, перед отправкой на персидскую границу, он вёл мирные переговоры с готским правителем Атанарихом. Потратив конец 369 и начало 370 года на ремонт дороги между Амасией и Саталой, Аринфей вошёл с армией на территорию Армении, чтобы вернуть её царю Папу трон и помочь ему противостоять набегам со стороны Сасанидов. Присутствие римлян в Армении заставило Шапура II отложить вторжение и прекратило попытки Папа прийти к соглашению с персидским царём. Аринфей пробыл в Армении в течение всего 371 года.
В 372 году он занимал должность ординарного консула вместе с Домицием Модестом.
Аринфей скончался в 378 году, по словам Василия Великого, с которым он состоял в переписке, в расцвете жизни. Он был крещен на смертном одре. Предположительно, противостоял императору Валенту по вопросам арианства. У него была дочь Аринфея и сын, чиновник по имени Аринфей. Возможно, в течение некоторого промежутка времени Аринфей владел евнухом Евтропием, ставшим в будущем влиятельным человеком при восточноримском дворе.